# Buck Adams
Buck Adams, né le 15 novembre 1955 à Chatsworth (Californie) et décédé le 28 octobre 2008 à Northridge (Californie), est un acteur et réalisateur de films pornographiques américain. Il est membre de l'AVN Hall of Fame et du XRCO Hall of Fame.

## Biographie

### Jeunesse
Buck Adams était boxeur professionnel et videur avant d'entrer dans l'industrie pornographique, au début des années 1980, peu après sa sœur Amber Lynn. 

### Carrière
Il a réalisé son premier film Squirt en 1988. Au total, il a joué dans plus de 600 films et en a réalisé environ 80.

### Mort
Buck Adams est décédé le 28 octobre 2008 de complications à la suite d'une attaque cardiaque.

### Vie privée
Il a épousé l'actrice Jeanette Littledove, en 1986, dont il divorcera plus tard. 
En 1999, il a épousé une autre actrice, Aspen Brock.

## Récompenses
- 1987 : AVN Award Meilleur acteur - Vidéo (Best Actor - Video) pour Rockey X
- 1992 : AVN Award Meilleur acteur - Film (Best Actor - Film) pour Roxy
- 1995 : AVN Award Meilleur acteur - Film (Best Actor - Film) pour No Motive

## Filmographie succincte
- The Best Little Whorehouse in San Francisco (1984)
- Wild Things (1985)
- Rockey X (1986)
- Bad Wives (1989)
- No Motive (1994)
- Uncle Buck  (2005)